# Patriziato (Genova)

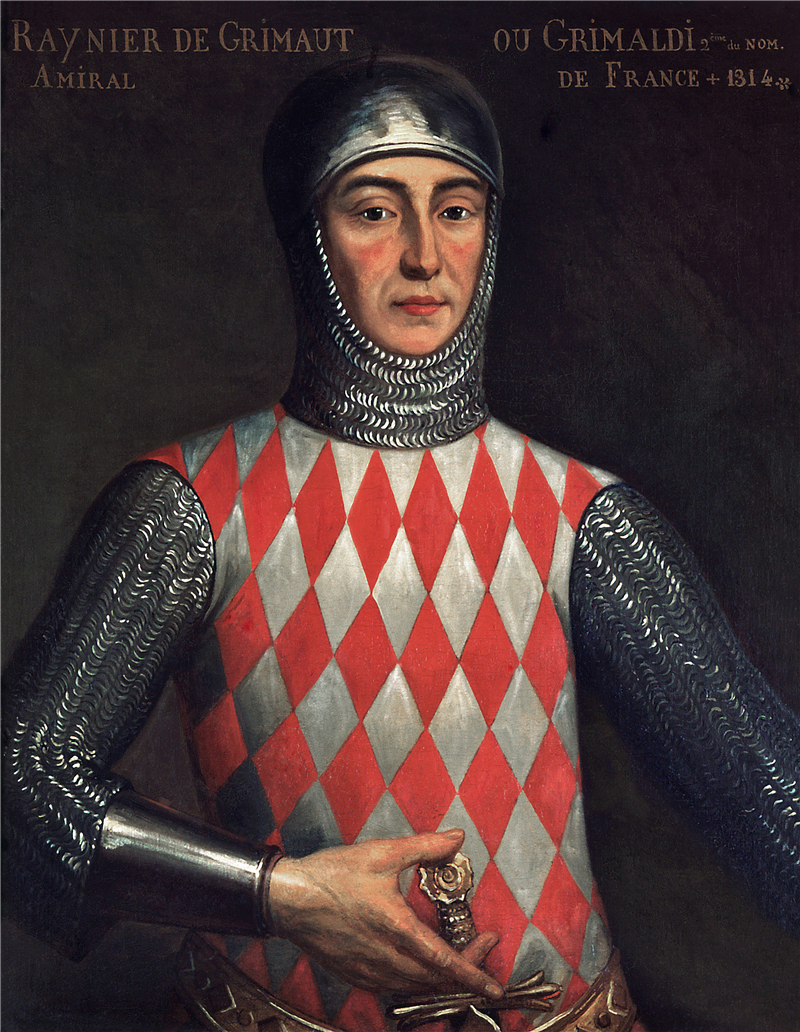
Il Magnifico Raniero I Grimaldi, patrizio genovese e signore di Monaco (1297)

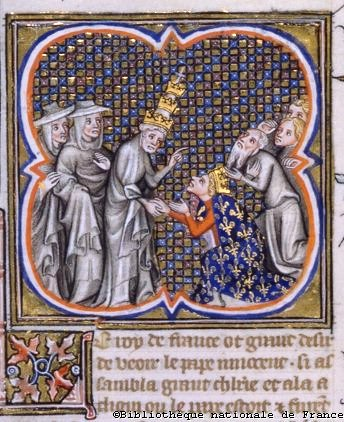
Papa Innocenzo IV (della famiglia patrizia genovese dei Fieschi) riceve al Re Luigi IX di Francia e lo nomina capo della Settima Crociata (1248). Grandes Chroniques de France.

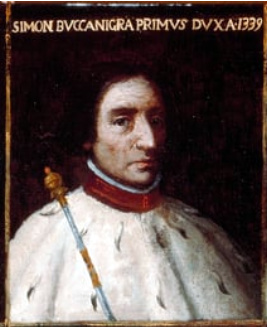
Il primo Dux Simone Boccanegra (1339)

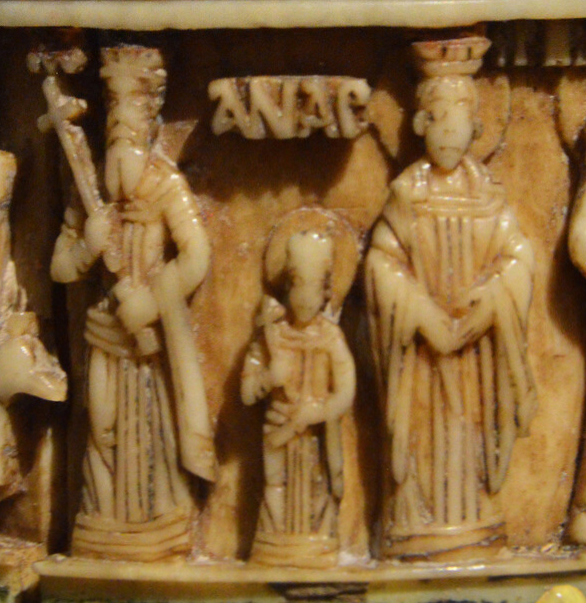
L'imperatore d'Oriente Andronico V Paleologo (1403-1407) tra i suoi genitori l'imperatore Giovanni VII e l'imperatrice Irene Gattilusio, della stirpe patrizia genovese dei Gattilusi

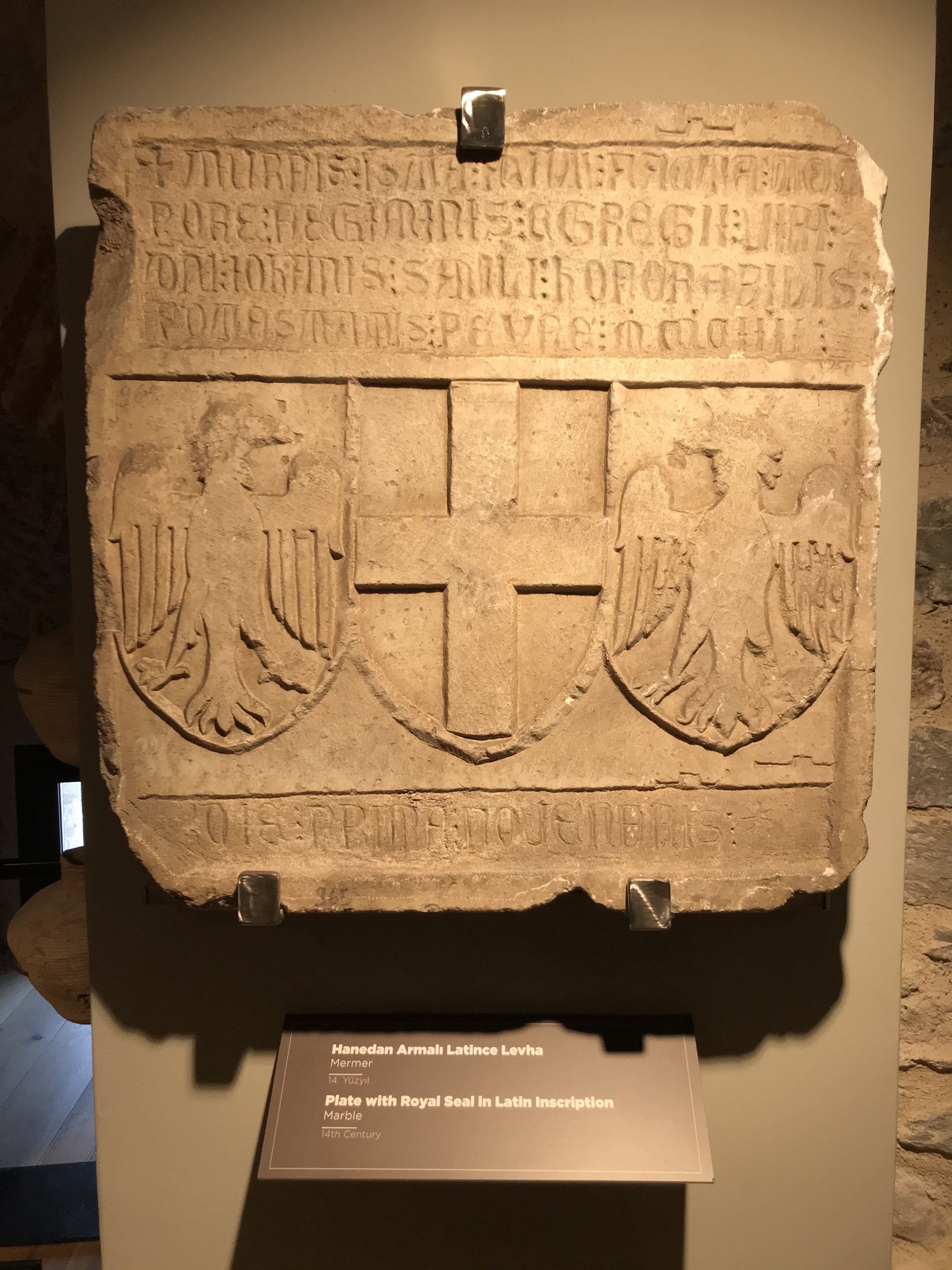
Inscrizione con gli stemmi di Genova e i Sauli nella Torre di Galata (Istanbul) in memoria della sua costruzione per lEgregii Viri Giovanni Sauli, podestà di Pera (1404).

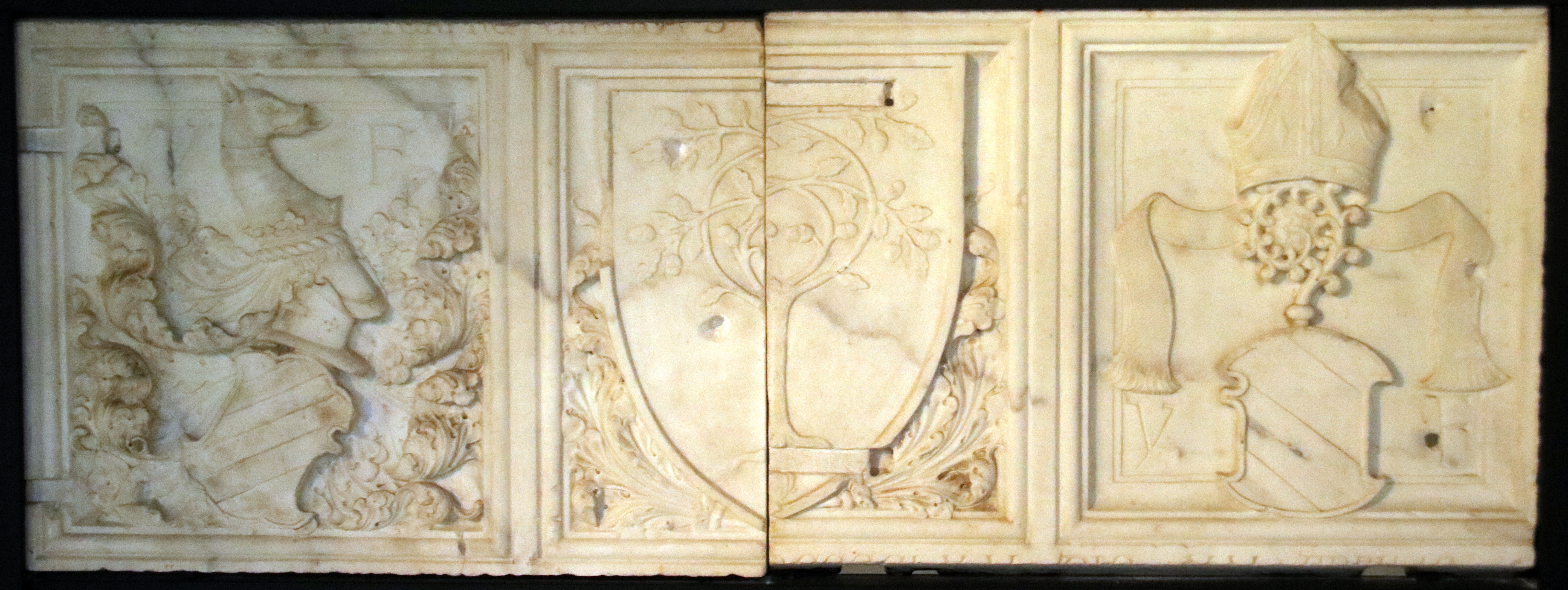
Bassorilievo del arcivescovo Ibleto Fieschi con gli stemmi delle famiglie patrizie dei Fieschi e della Rovere (1475)

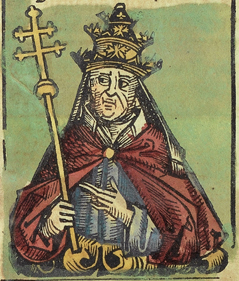
Innocenzo VIII (della famiglia patrizia genovese dei Cybo) ritratto nelle Chronache di Nuremberg (1493)

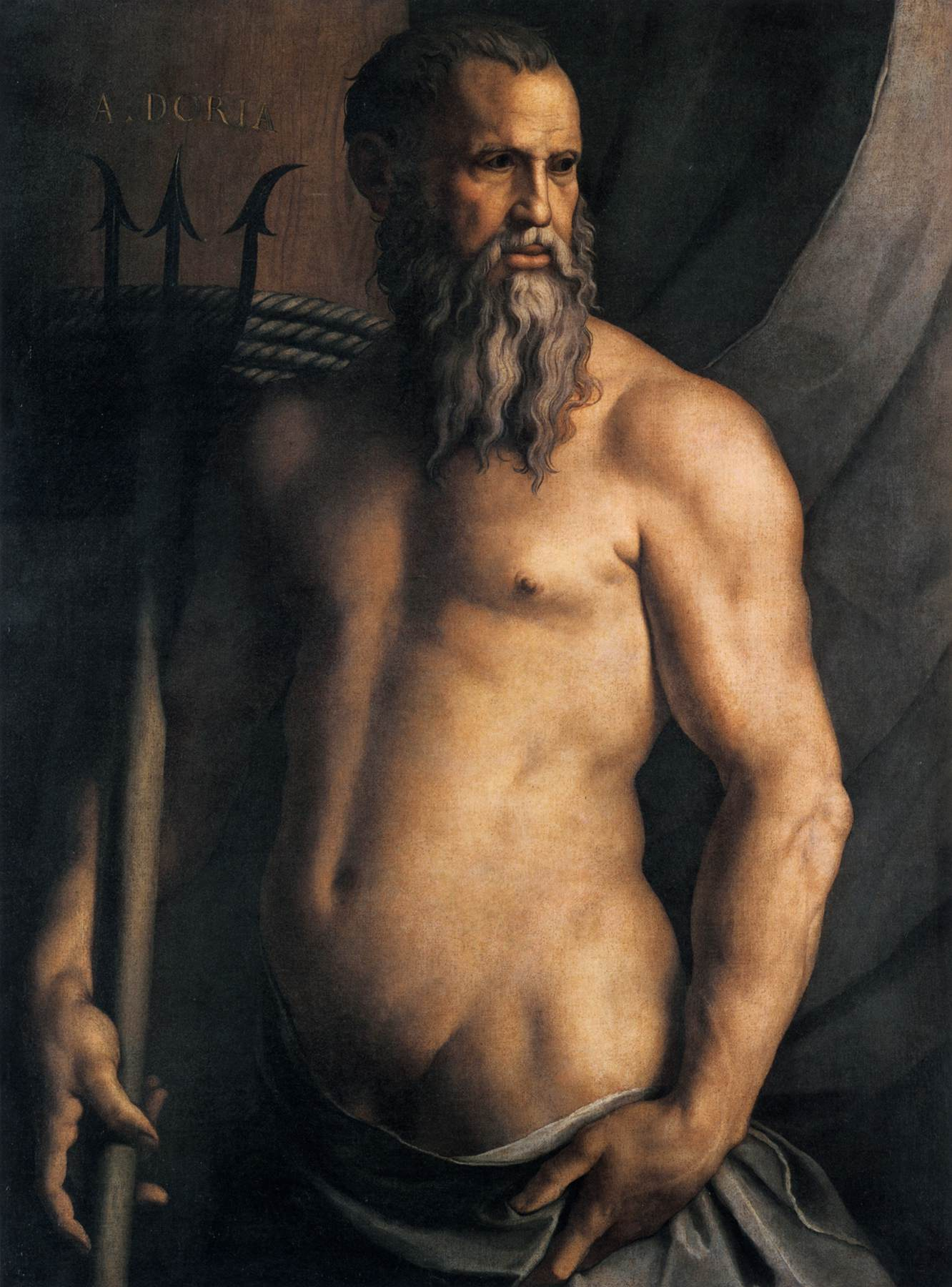
Il Magnifico Andrea Doria, patrizio genovese e principe di Melfì, ritratto come Nettuno da Bronzino

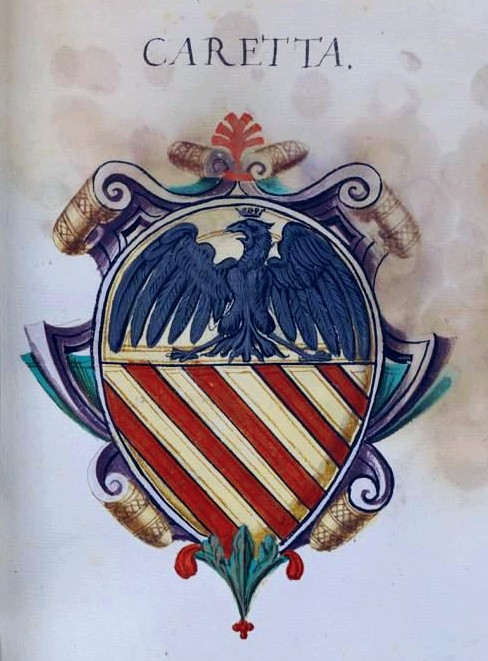
Stemma degli Aleramici del Carretto (inserite nel patriziato di Genova e nel albergo nobiliare degli Spinola) nel Stemmario Genovese del Duca di Baviera (1550-1555). Bayerische Staatsbibliothek. Monaco di Baviera.

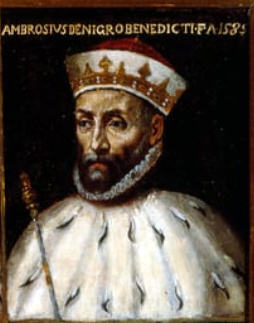
Il Dux Ambrogio di Negro

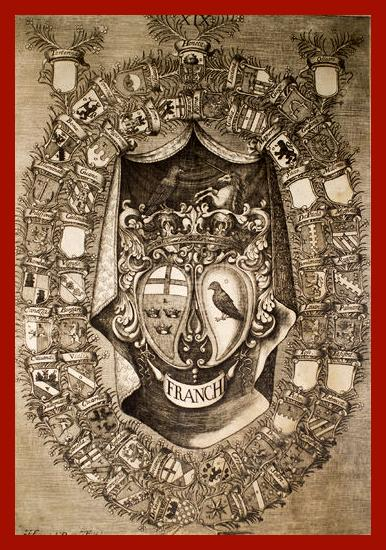
Armoriale del albergo de' Franchi da Agostino Franzone (s. XVII)

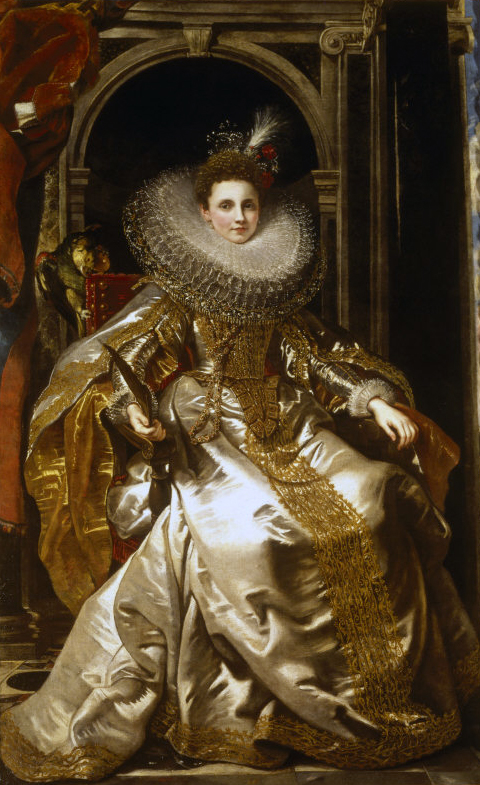
Maria Serra Pallavicino da Peter Paul Rubens

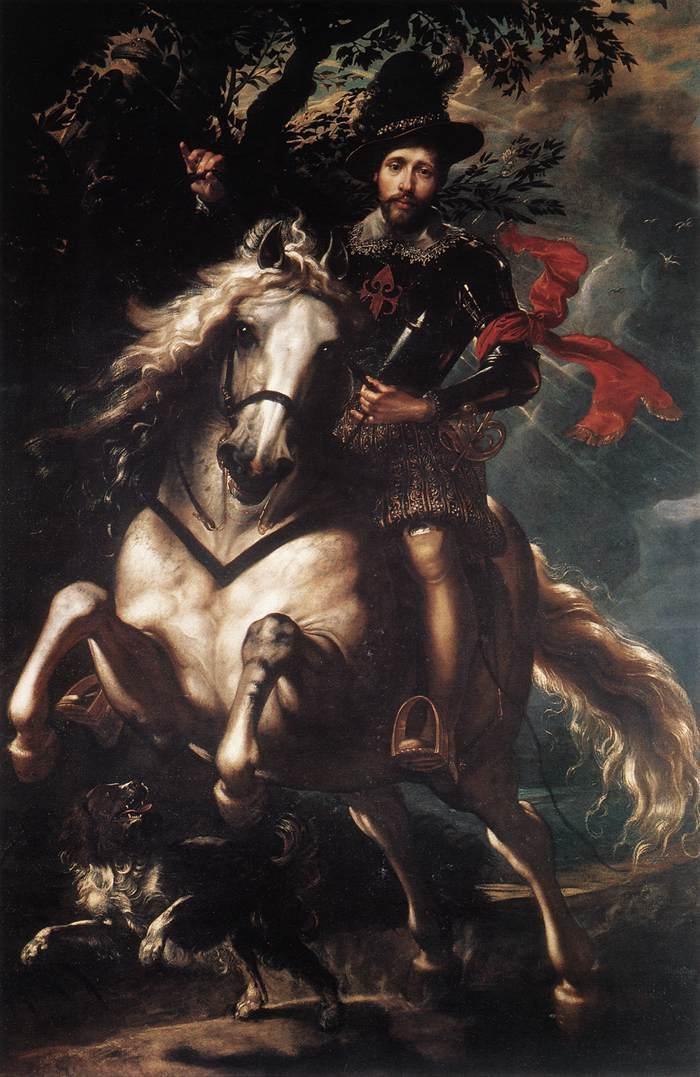
Il Magnifico Giovanni Carlo Doria, patrizio genovese, ritratto da Peter Paul Rubens

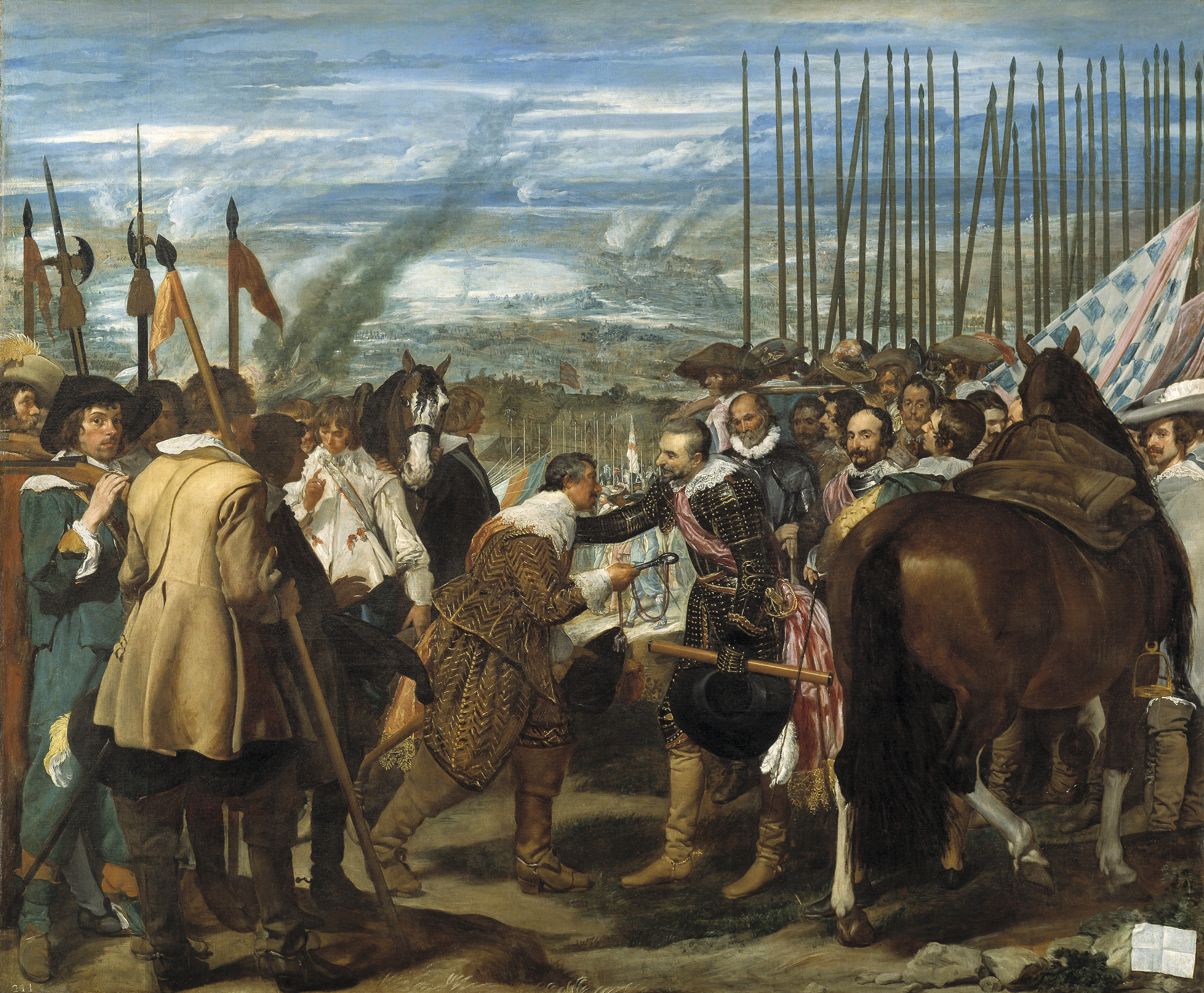
Ambrogio Spinola, patrizio genovese e duca di Sesto riceve le chiavi della fortezza di Breda dal principe Giustino di Nassau nella Resa di Breda (1634-35) di Diego Velázquez. Museo del Prado. Madrid.

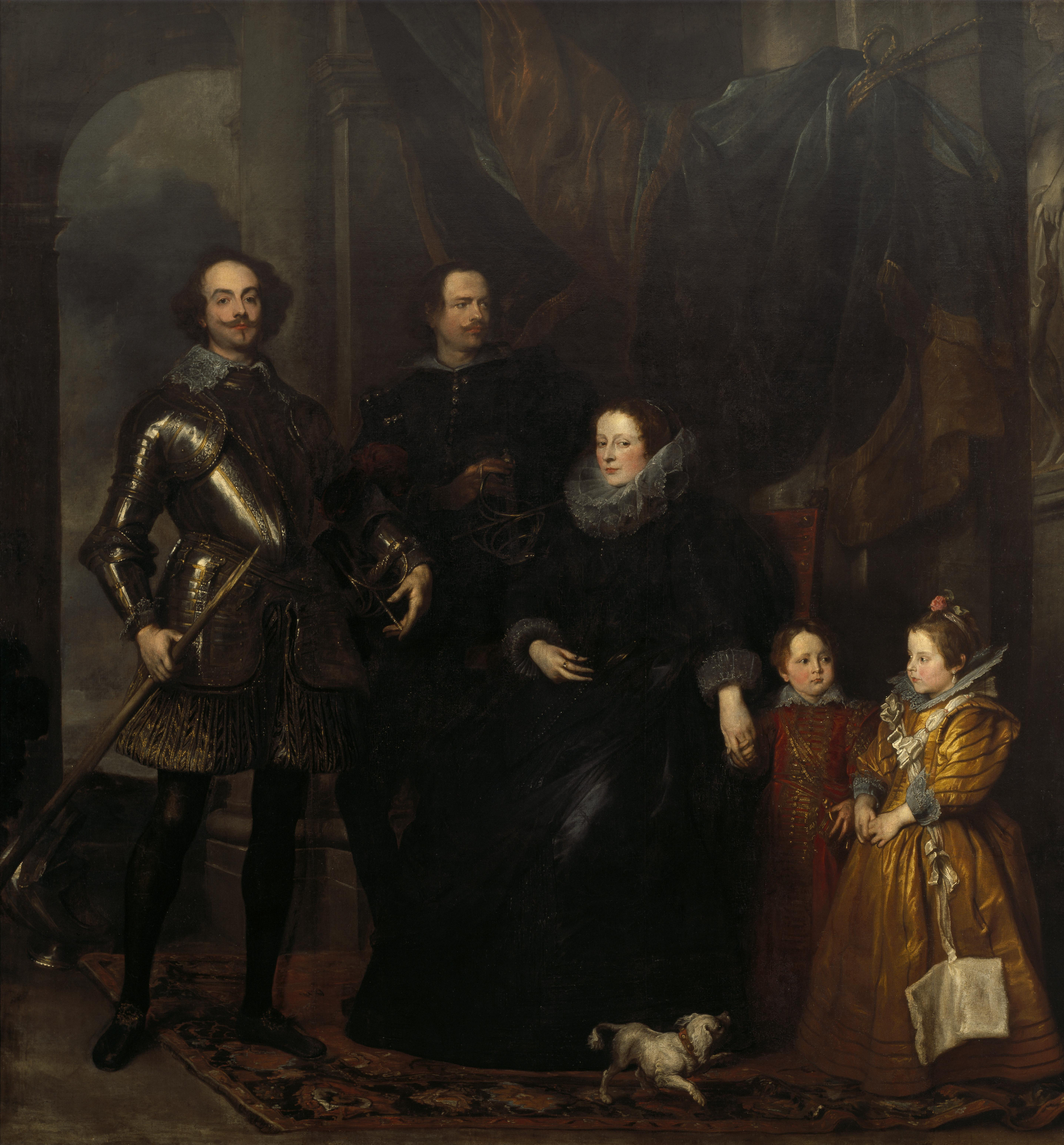
Ritratto della famiglia Lomellini da Antoon van Dyck

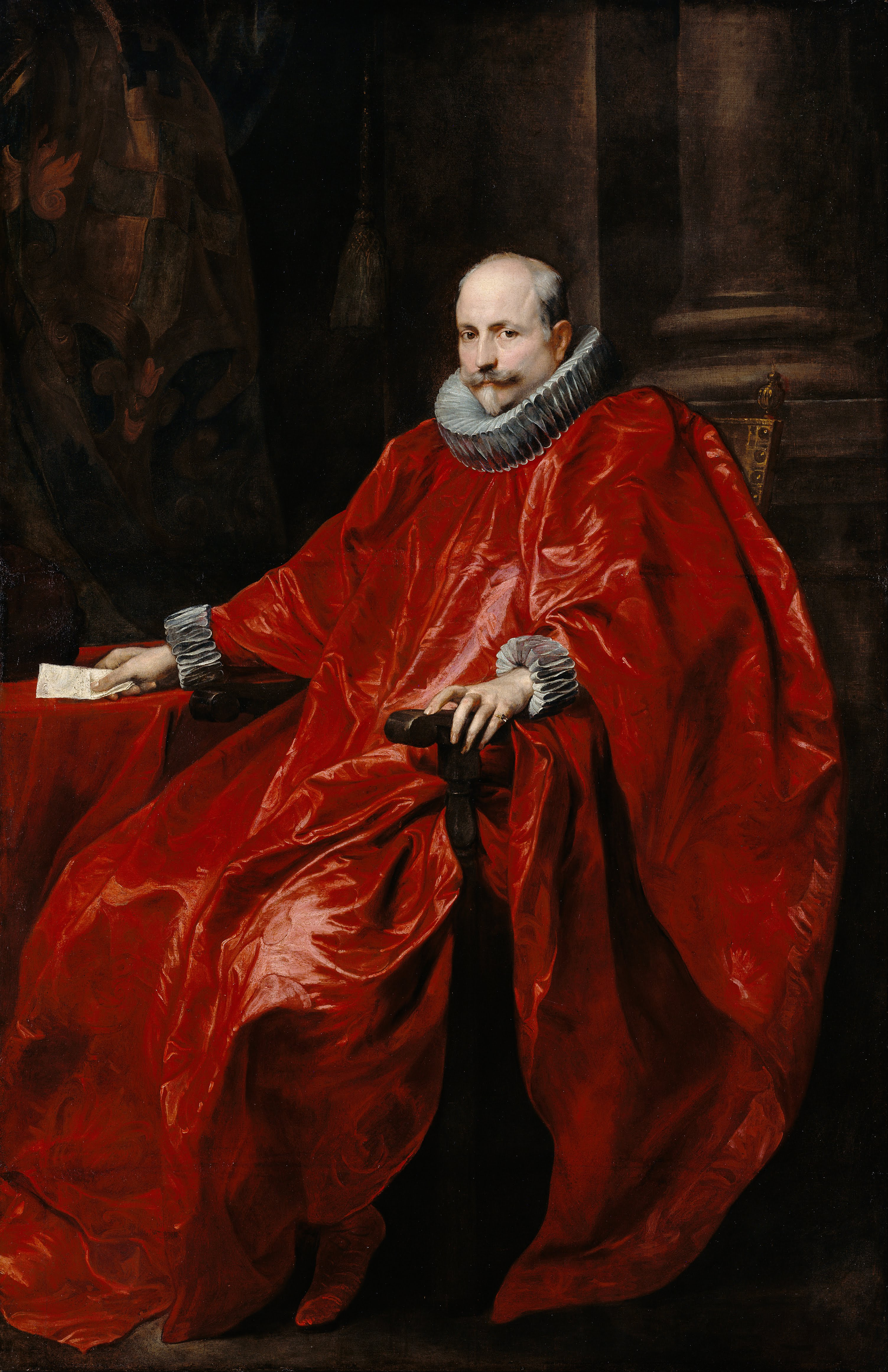
Il Dux Agostino Pallavicini, ritratto da Antoon van Dyck

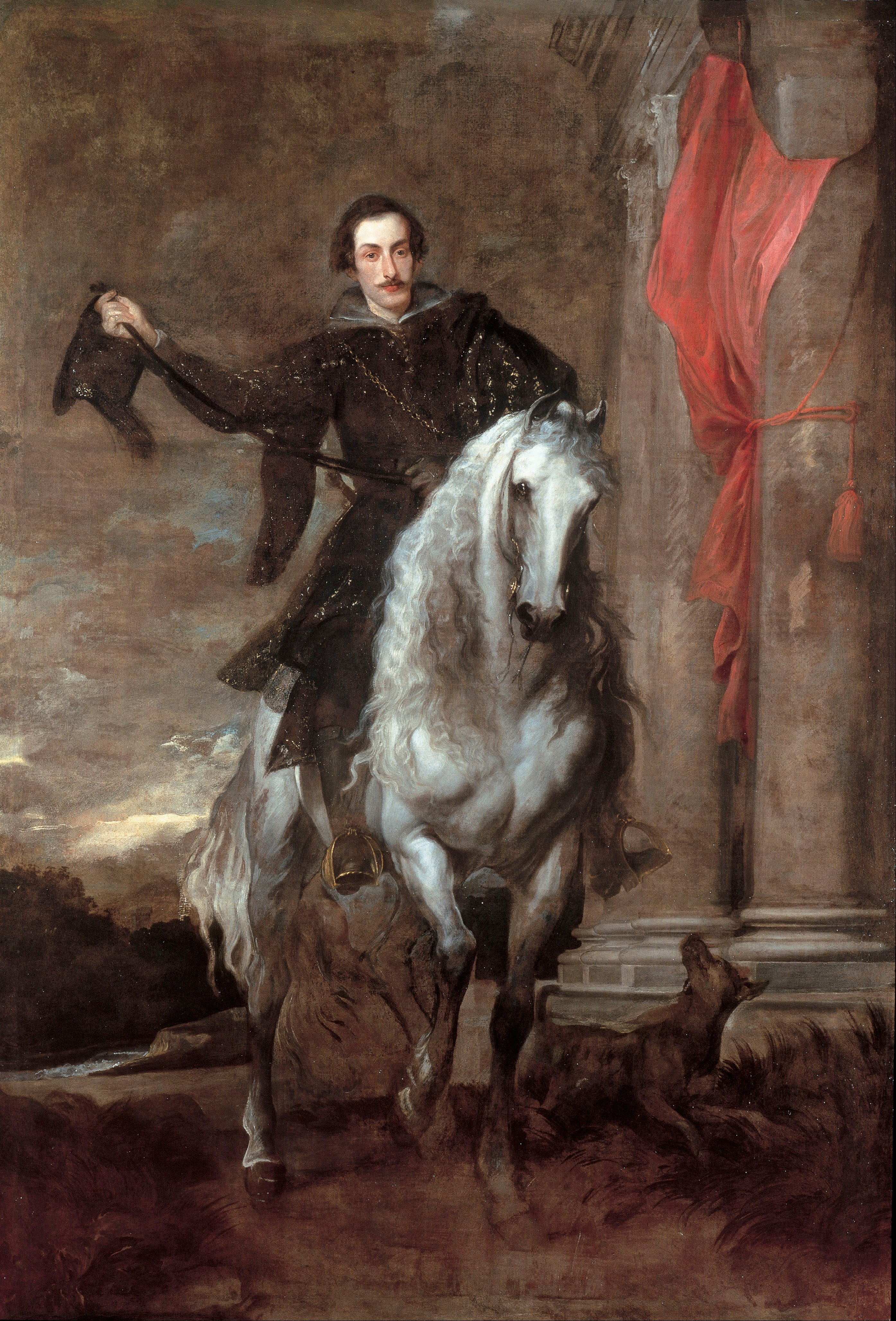
Il Magnifico Anton Giulio Brignole-Sale, patrizio genovese, ritratto da Antoon van Dyck

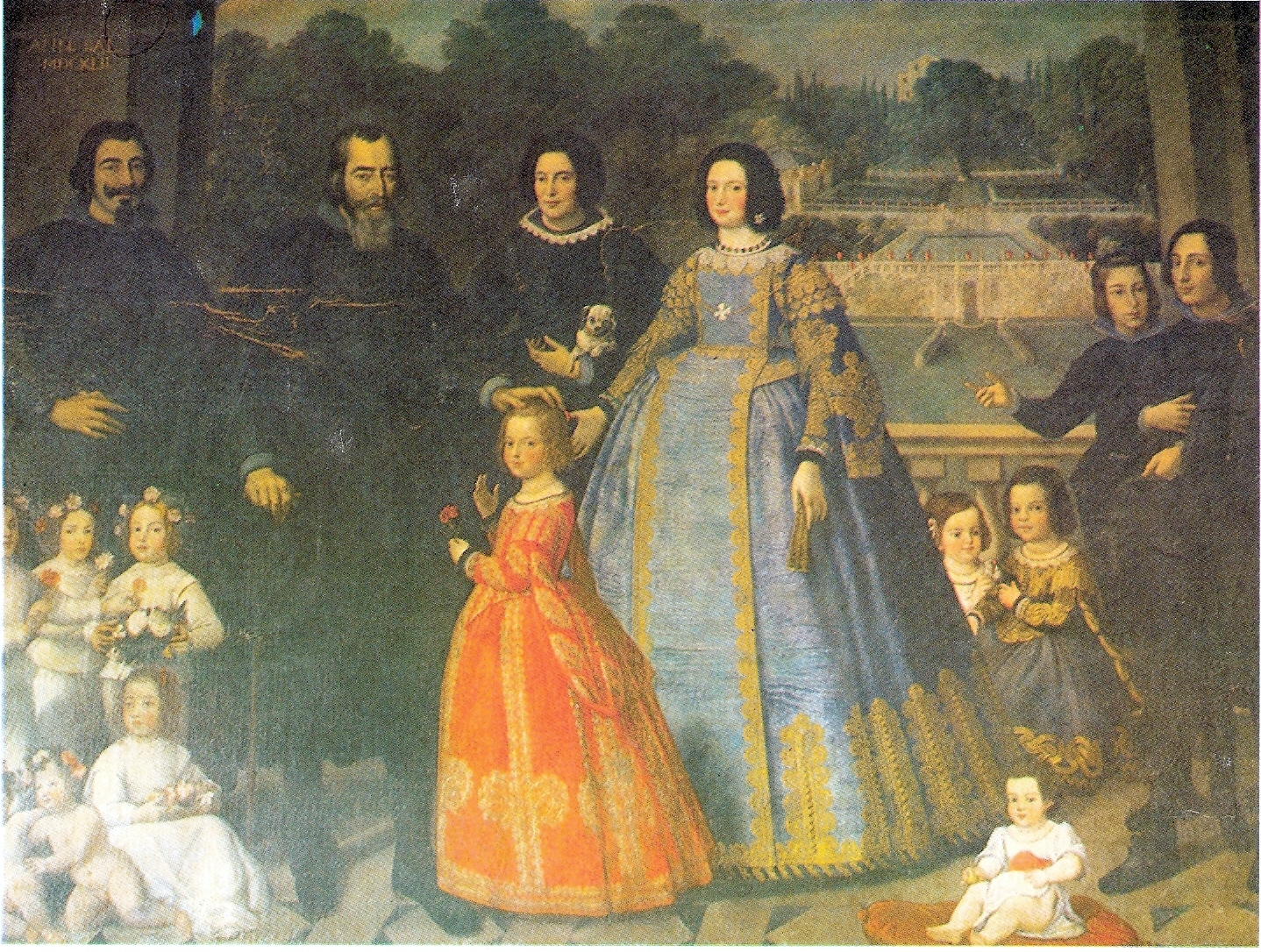
Ritratto della famiglia Imperiale (Giovanni Vincenzo, la seconda moglie Brigida Spinola, il primogenito Francesco Maria, ecc) da Domenico Fiasella

Il patriziato genovese fu il corpo sociale governante e sovrano della Serenissima Repubblica di Genova. 
Vene definito in due grandi periodi: quello del patriziato decurionale (derivante della monopolizzazione delle magistrature comunali a favore d'una ristretta aristocrazia ereditaria); e quello del patriziato sovrano (a partire del riconoscimento imperiale di sovranità della Repubblica a favore della sua nobiltà regnante).
Il Doge o Dux, massimo rappresentante dello Stato (investito anche col titolo di Re di Corsica), veniva eletto tra i patrizi sovrani, tutti potenziali successori al trono (ducale e reale) e pertanto equiparati ai principi di sangue nella gerarchia nobiliare (caso solo simile a quello dei cardinali e i patrizi di Venezia).
Nei secoli usarono varietà di titoli e trattamenti, tra cui quelli di "Egregiis Viri", "Nobilis Viri", "Illustris et Specatibilis Viri" (ad uso dei senatori romani), ma soprattutto il più tradizionale di "Magnificus Cives Ianua" ("Magnifico Cittadino di Genova"), che col tempo appare come "Magnifico Patrizio Genovese". Nella corte del Sacro Romano Impero e altri monarchie europee erano spesso indicati col titolo principesco di marchese sovrano (o margravio) in riconoscimento della loro co-sovranità sulle tre antiche marche imperiali di Liguria. 
Il patriziato della Serenissima Repubblica di Genova vene deposto da Napoleone Bonaparte dopo la sua invasione del territorio italiano e la conseguente abolizione delle due repubbliche aristocratiche (Genova e Venezia) nel 1797. Dopo il Congresso di Vienna (1815) l'antico territorio della Repubblica vene compresso nel Regno di Sardegna e il patriziato, già disgregato e molto ridotto, vene solo in parte assorbito tra la nobiltà al servizio di Casa Savoia. Dopo l'unificazione del Regno d'Italia i discendenti di quest'ultimi furono riconosciuti con i titoli di marchese e patrizio genovese.

## Storia del patriziato
Vene costituito dalla fondazione della Compagna Communis Iannuensis per i primi magistrati (consoli, rettori, otto nobili) ed i loro discendenti, eredi dei privilegi degli antenati nel governo della città e nell'interno della Compagna. All'inizio questi facevano parte della nobiltà feudale cittadina (guidata dal vescovo-conte ed i suoi visconti), nonché i più potenti famiglie militari, armatoriali e mercanti arricchiti nelle Crociate.
Dopo l'ascesa del governo podesterile alla fine del XII secolo il patriziato vene costituito da nuovi magistrati, guidate dai membri del Consiglio degli Anziani (poi Senato) i rettori ed i Padri del Comune. All'inizio dell'epoca dogale nella prima metà del XIV secolo, quest'ultimi vengono eletti tra i notai e avvocati, aprendo l'accesso agli artefices (tecnici e proprietari d'industrie) che insieme ai mercatores (mercanti) formarono la fazione popolare del patriziato opposta a quella dell'antica nobiltà d'epoca consolare.

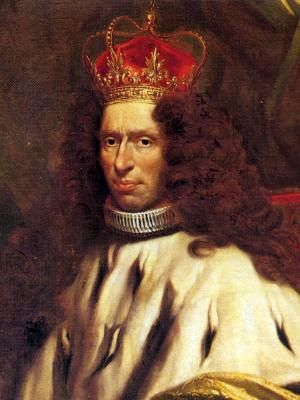
Il Dux Antonio Grimaldi-Cebà

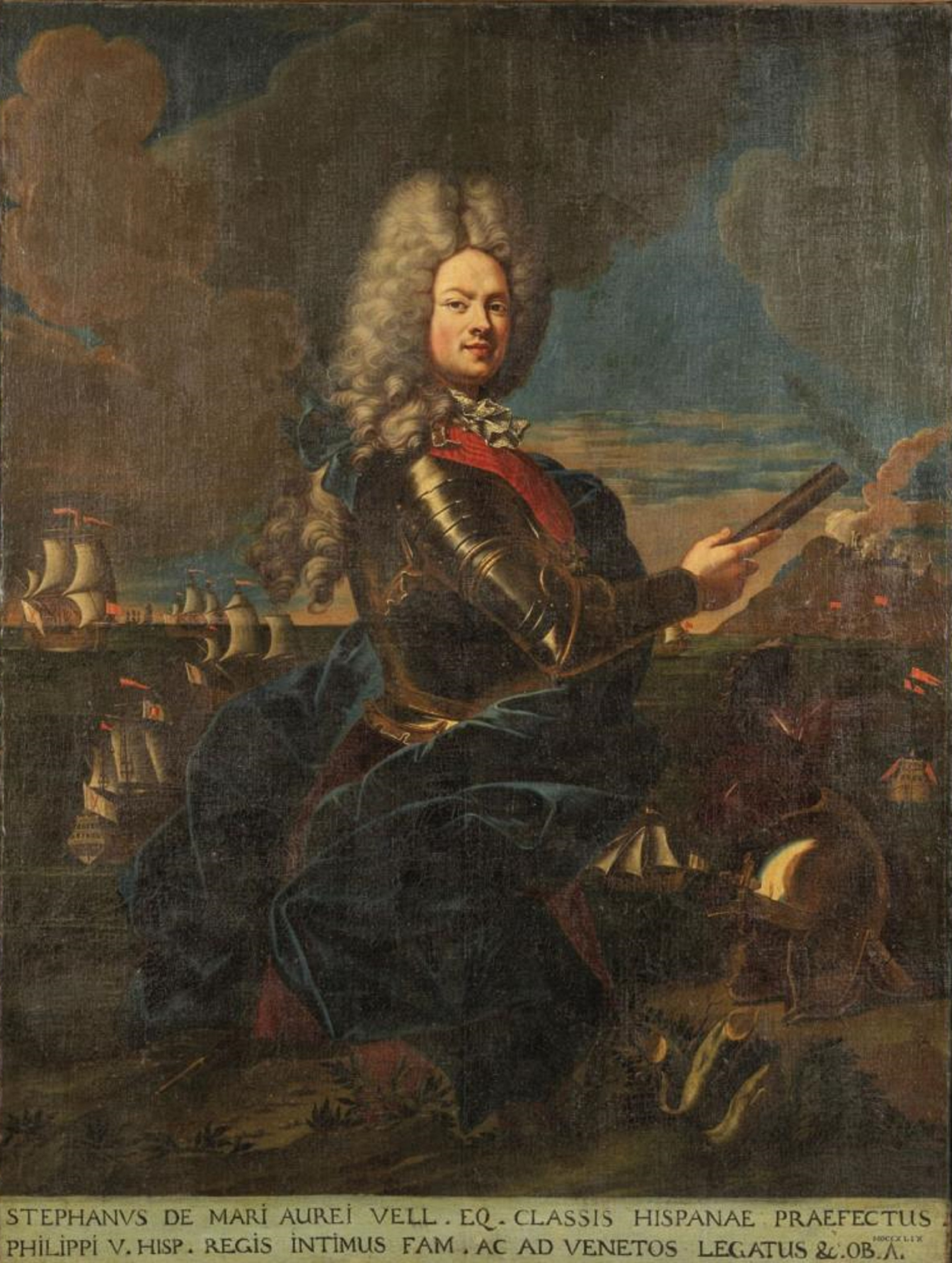
Il Magnifico Stefano de Mari, patrizio genovese, ritratto da Giovanni Maria delle Piane

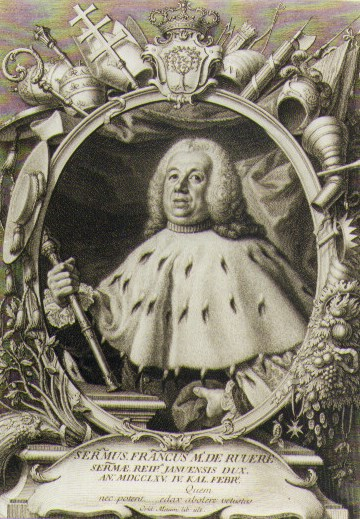
Il Dux Francesco Maria della Rovere (176-1767), appartenente al ramo genovese dell'illustre casata di Savona

Queste divisioni furono ridotti tra il XV ed il XVI secolo con l'apertura del patriziato ai nobili e notabili della Riviera Ligure, in particolare i grandi famiglie della nobiltà savonese, da secoli collegate all'antica nobiltà cittadina di Genova. Nella grande riforma della Repubblica di Genova promossa dall'imperatore Carlo V e l'ammiraglio Andrea Doria nel 1528, il patriziato vene definito com'un unico corpo nobiliare detentore della sovranità dello stato (“Respublica superiorem non recognoscens”), diventando un patriziato sovrano senza distinzione tra i membri. Per finire con l'antiche distinzioni, tutti i patrizi furono ascritti ad alcuno degli 28 alberghi nobiliari che da secoli possedevano i privilegi degli antichi visconti e consoli, condividendo questi tra tutti i nobili.
La resistenza a questa condivisione generò un conflitto aristocratico ricordato come la Congiura dei Fieschi, occasione che giustifica la restituzione dell'antiche divisioni (ora chiamate nobili vecchi e nobili nuovi) promulgata da Andrea Doria nelle sue Leggi del Garibetto dello stesso anno. Da questa nuova riforma nasce ancora più resistenza, culminando nella guerra civile del patriziato finita solo dopo la Pace di Casale di 1576, quando vene restituita l'uguaglianza tra tutti i patrizi (promulgata nel 1528) e abolita l'istituzione degli alberghi nobili.

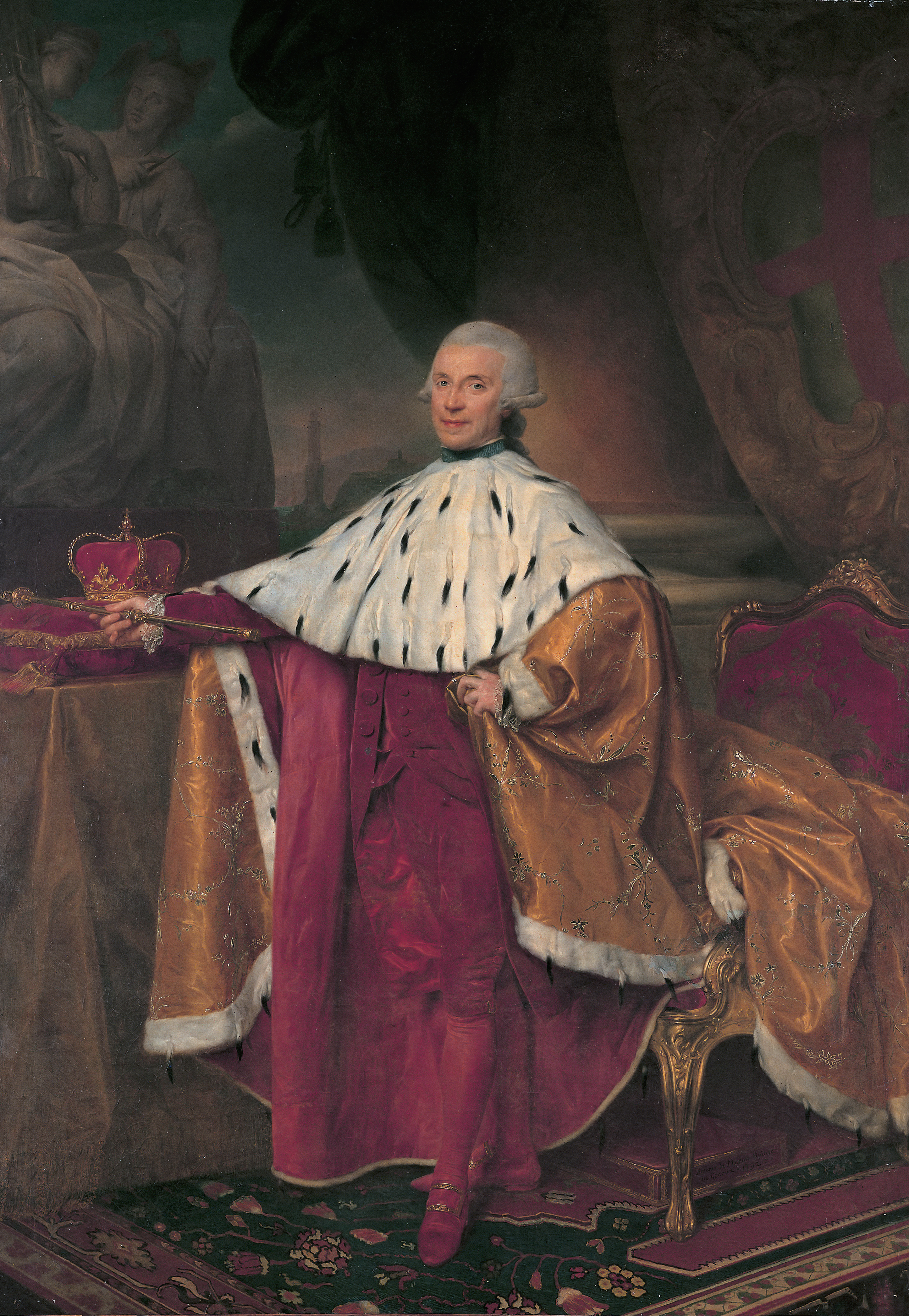
Il Dux Michelangelo Cambiaso (1791-1793), ritratto da Anton von Maron

Dopo la Pace di Casale, il patriziato gode d'una stabilità giuridica non mai riformata fino all'estinzione della Repubblica promulgata da Napoleone nel 1797. Nonostante, la teorica uguaglianza permette la monopolizzazione delle cariche del Senato, Maggior e Minor Consiglio, e lo stesso Dogato per parte delle famiglie de facto più potenti e numerosi, a sua volta escludendo alle più piccole e meno potenti fino al punto di diventare una ridottissima plutocrazia titolata. Da quasi 400 patrizi registrate nel Liber Primus Nobilitatis nel 1528, meno di 150 erano inscritte nel Liber Aureus Nobilitatis un secolo dopo, per essere non più di 90 alla fine della Repubblica.
Dopo la promulgazione del Regno d'Italia, gli antichi patrizi genovesi furono riconosciuti col titolo di marchese, insieme a quello tradizionale di patrizio.

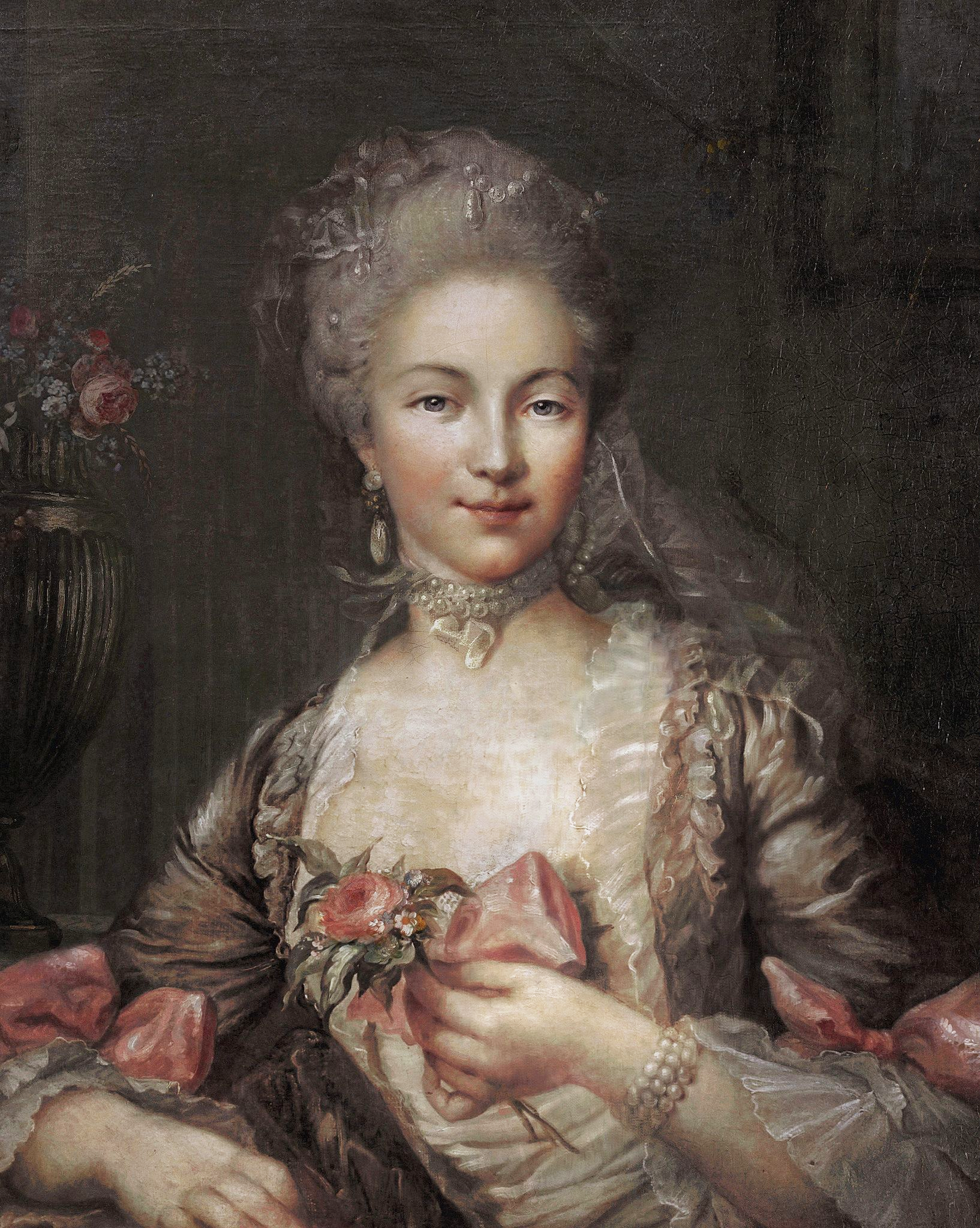
Maria Caterina Brignole-Sale, principessa consorte di Monaco (1757-1795), dopo principessa consorte di Condè (1798-1813)

## Tipologia dei nomi
Molti dei cognomi patrizi appaiono in riferimenti a toponimi della Liguria ed zone vicine, alcuni per provenienza della famiglia dello stesso luogo (Voltaggio, Chiavari, Staglieno, Cuneo, Parodi, ecc) mentre altri per avere avuto diritti feudali sul paese (Carmandino, Da Passano, Ponzone, Ceva, Vernazza, Corniglia, Stella, ecc). Alcuni appaiono in riferimento a quartieri della stessa città di Genova (De Castro, della Porta, De Curia, de Auria dopo Doria, ecc), ad un certo punto sotto il controllo della famiglia omonima.  In alcuni casi i cognomi fanno riferimento ad un'origine lontano (Durazzo, Tartaro, ecc), mentre altri ad uno più prossimo (Lomellini, ecc). 
La identità marittima e navale di Genova se fa anche evidente nei cognomi (De Mari, Marini, Usodimare, Delfini, ecc) ma anche i riferimenti all'attività mercante in particolare (Pevere, Safrano, ecc). Altri attività vengono anche riferite nei cognomi (Giudice, Avvocato, Ferrari, Masone, Pastorino), come lo strano caso della famiglia Fieschi, discendenti di un Ugo Fliscus, incaricato del fisco episcopale. 
Molti soprannomi personali diventarono cognomi, in particolare al lungo delle guerre comunali in cui molti nobili abbandonarono i loro predicati feudali per assumere un'identità più propria della nuova realtà politica (Malaspina, Pallavicino, Spinola, Mallocello, Embriaco, ecc), mentre altri assunsero il nome d'un antenato illustre (Zaccaria, Grimaldi, Serra, Di Negro, Fazio, ecc).

## I cognomi composti a Genova
A partire dal XIV secolo venne ufficializzata a Genova l'istituzione degli alberghi nobiliari. Simile ad altri forme di consorterie signorile, le famiglie patrizie appartenenti all'antica nobiltà feudale di Genova (detentori monopolistiche dei privilegi riservate ai lignaggi viscontili della città) condividevano i loro diritti con le nuove famiglie del patriziato (sia d'origine non nobile o semplicemente non genovesi). Di questo modo, i vecchi nobili riuscivano a conservare i loro privilegi feudali senza confronto del nuovo patriziato in espansione. La consorteria veniva ufficializzata attraverso una sorta di finta adozione, in cui le famiglie "albergate" adottavano l'identità e cognome della famiglia "albergante". Così, questi alberghi crescevano in numeri, alleanze, e capacità militare, commerciale e politica, grazie all'avvantaggio ottenuto tra nuovi e vecchi.
Secondo le consuetudini di Genova, i patrizi "albergati" dovevano mantenere il proprio cognome insieme a quello della famiglia "albergante" (Grimaldi-Oliva, Usodimare de Mari, Gentile-Riccio, ecc), anche se all'estero erano quasi sempre conosciuti attraverso il solo cognome dell'albergo. In alcuni casi erano documentati con l'espressione "olim", da latino "precedentemente" (Grimaldi olim Cebà, Usodimare olim Finamore, ecc).
Grazie al successo di questa istituzione, alcuni famiglie patrizie formarono i cosiddetti "alberghi popolari", costituiti di famiglie sia nobili che popolari che senza partecipare dei diritti viscontili, volevano imitare questa consorteria per condividere altri beni e privilegi ottenuti dagli stessi, come terre, maone o azioni del Banco di San Giorgio, tra altri. In questi casi, le famiglie patrizi costitutivi degli alberghi popolari creavano un nuovo cognome condiviso tra tutti (De Franchi, Giustiniani, Cattaneo, Imperiale, Centurione, ecc), formando così nuovi clan familiari sotto nuove identità condivise. All'inizio anche questi furono costretti all'uso del doppio cognome (Giustiniani-Longo, Centurione-Scotto, Cattaneo della Volta, ecc).
Dopo la Pace di Casale di 1576 l'alberghi nobiliari furono abolite, costringendo i loro membri a tornare all'uso semplice dei loro cognomi. Per il caso dei patrizi appartenenti agli alberghi popolari, ebbero il permesso di mantenere il cognome dell'albergo (per non incidere in nessuna famiglia).

## Le famiglie più antiche
Le più antiche famiglie del patriziato furono quelle che occuparono le magistrature di console, nobile (carica degli "otto nobili") o rettore (governatori della Riviera) nel periodo formativo della Compagna Communis Ianuensis e anche nel secondo periodo in cui il potere era affidato ad un podestà (fino al XIII secolo). Queste famiglie formarono la cosiddetta nobiltà antica per monopolizzare l'antiche privilegi feudali e viscontee a loro attribuite per il vescovo-conte della città.
- Alberici (de o degli – Albericus, Albericis)
- Antiochia (de)
- Avvocato (i) o Avogadro (Advocatus)
- Barca
- Battigatto (i- o Battigattus)
- Bombello o Mobello (Bonobello)
- Boggiano (i) o Bogiana
- Bufferio (i) o Bufferia (Bufferius)
- Boterico o Bottaro (Botericus o Botarius)
- Brusco o Bruschi (Bruscus)
- Bulgaro
- Caffaro (Cafarus)
- Camilla (de)
- Cancelleri (Cancellarius)
- Canella o Cannella
- Capra
- Carmandino (de)
- Castello (de) o Castro (de)
- Cicala
- Contado o Gontardo (Gontardus)
- Crespino o Crispino (Crespinus)
- Croce (de Cruce)
- Domoculta o Democulta (Domuscultae o de Domoculta)
- Doria (de Auria, Auriae, d'Oria)
- Embriaco (Embriacus o Embriaci),
- Fornari (Fornarius o Fornarii)
- Garaldo (de)
- Garrio (Garrius)
- Getio (Getius)
- Giudice o Judice (Judex, de Judicibus)
- Grillo (Grillus o Grilli)
- Grimaldi (Grimaldus)
- Guelfo (i)
- Guercio (Guercius o Guercii)
- Guidone (de)
- Lercari (Lercarius)
- Longo o Longhi (Longus)
- Lusio o Lussio (Lusius)
- Malabito (Malabitus)
- Malfante (Malfanti)
- Mallone o Maloni (Mallonus)
- Malocello (Malusaucellus)
- Maraboto o Marabotto (de Maraboto)
- Mari (de) (di Mare)
- Mauro o Del Moro (de Mauro)
- Medolico (de), Modiferro (Modiusferri)
- Musso (Mutius o Moso)
- Negrone (de Nigrone)
- Negro (de) (Niger, de Nigro)
- Pedicula o Pedegula
- Pelle o Pelo (Pellis)
- Piazzalunga o Platealonga
- Piccamiglio (Piccamilius)
- Picio o Piço (Picius)
- Pevere (Piper)
- Porco o Porcello (Porcus, Porcellus, Porconus),
- Porta (de)
- Recalcato (Recalcatus)
- Richerio (Richerius)
- Rodolfo (de Rodulpho)
- Roza (de Rocius, Roça)
- Rufo o Ruffo o Roffo (Rufus)
- Rustico (de Riço, Eriso)
- Sardena
- Savignone (de)
- Schiappapietra (Speza Petra, Spezapreda, Speçiapetra)
- Scotto (Scotus)
- Spinola (Spinula, Espinula)
- Stralando
- Tetoica (de)
- Tornello (Tornellus)
- Torre (della; Turri, Turris)
- Turca (de)
- Usodimare (Ususmaris)
- Vento (Ventus)
- Vetulo (Vetulus)
- Volta (de o della, anche de Vulta)

## Il patriziato sovrano di 1528
Nel 1528 l'imperatore Carlo V promosse la riforma dell'antico Comune, fondando di modo ufficiale la Serenissima Repubblica di Genova, stessa che sotto la guida di Andrea Doria, trasferisce la sovranità (“Respublica superiorem non recognoscens”) alla nobiltà patriziale, da questo punto diventata sovrana del loro territorio, truppe, soggetti, e governo. Tutte le famiglie patrizie, da questo punto chiamate tutti nobili, furono ascritte ad alcuno degli 28 più grandi alberghi della città (23 d'origine nobile e 5 d'origine popolare), monopolisti dell'antiche privilegi viscontili e feudali del territorio, le cariche di governo e l'amministrazione del Banco di San Giorgio. Queste famiglie furono elencante al interno dei loro alberghi nel Liber Primus Nobilitatis. L'elenco seguente si corrisponde all'ordine di precedenza stabilito nel 1528.
| Albergo                      | Famiglie aggregate | Stemma |
| ---------------------------- | --- | ------ |
| I. Spinola                   | Baliani, Anselmi,Ardizzone, Baione, De Benedetti, Biscia, Campi, Caneto, Castagnola, Carretto, Celesia, Costa,Dentuto, Dughi, Fava, Ferro, Franzone, Garello, Guirardengo, Noceto, Paravania, Parisola, Piaggio, Pippo, Piccaluga, Porrata, Rustici, Sanbiagio, Scaccheri, Signorio, Suarez, Tollot, Della Torre, Tubino, Valletto, Vernazza, Zignani. |        |
| II. De Fornari               | Draghi, Albenga, De Bene, Cabella, Camogli, Casella, Cigara, De Dotti, Fregoso, Gandolfo, Illioni, Magnasco, Malpagato, Multedo, Oldoino, Podestà, Ricci, Ruffini, Serpegli, Da Spezia, Tassistro, Testana |        |
| III. Doria                   | Albenga, Invrea, (de) Bergamo, (de) Foresta o Foresti, Sammatteo. |        |
| IV. Di Negro                 | Aimari, Carmagnola, Cuneo, Gropallo, Panigarola, Pasqua, da Passano, Palmari, Prato, Richelmi, Retigliani, Sampietro, Testino, Tommasini, Vernazzani |        |
| V. Uso di Mare (o Usodimare) | Bel Mosto, Borlasca, Castiglione, Chiechieri, Delfini, Fabra, Finamore, Giudice, Granello, Isola, Maggiolo, Maragliano, De Mari, Monsia, Oliva, Pichenotti, Rovereto, San Salvatore, Zurli |        |
| VI. Vivaldi                  | Cancellieri, Castiglione, Costa, Corniglia, Filippi, Giogo, Giudice, Gualtieri, Zurli |        |
| VII. Cicala                  | Zoagli, Mosca, Tubino. |        |
| VIII. Marini                 | Bozzomi; Carrega (la discendenza di Benedetto; gli altri rami nell’albergo Sauli); Davagna; Di Egra (venuti dalla Germania nel 1450);Ferrecchi; Gallo; Giamboni; De Marchi; De Marini; Malocelli; Montano; Paggi; Pansano; Pellerano; Raffo; Cassana, Rivarola, Torre (altro ramo nell’albergo Spinola).                                               |        |
| IX. Grillo                   | Bassignani, Battigatti, Bavastrelli, Biscotti, Boccanegra, Boggio, Camilla, Cantelli, Cattaneo, Di Canarie, Dusio, Goggi, Granara, Griffi, Gualtieri, Garetti, Leonardi, Levanto, Malabita, Mandillo, Morando, Ottaggio, Da Pelo, Pignali, Di Prà, Scaniglia, De Scribanis, Vignola, Voltaggio (famiglia).                                             |        |
| X. Grimaldi                  | Bracelli, Cebà, De Carlo, De Castro, Durazzo, Rosso. |        |
| XI. Negrone                  | Ayrolo, Bancheri, Celesia, Del Moro, Garaldi, Merello, Navone, Oliva. |        |
| XII. Lercari                 | Albora, Ardizzone, Burone, Camilla, Caseri, Chiavari, Domoculta, Gallo, Gorleri, Graffigno o Baciadonne, Loreto, Moneglia, Pernice, Polpo, Roggeri, Rovereto, Salvo o Salvi, Serra, Viacava, Vigovano, Villa e Parodi |        |
| XIII. Lomellini              | Allegra, Bianchi, Campi, Chiavari, Costaguta, Da Passano, Fatio, Garibaldo, Narice, Veneroso, Solari (1530), Sorba, Assereto (1562), Castagna |        |
| XIV. Calvi                   | Giudice, Angioino, Forni, Rustici, Vernazza. |        |
| XV. Fieschi                  | Cardinale, Penelli, Raggi, Ravaschieri (famiglia), Della Torre, Barbagelata. |        |
| XVI. Pallavicino             | Brignole, Clavarino, Guarco, Parodi, Pisano, Platone, Raffo, Rotolo, Scotto, Via, Vivaia. |        |
| XVII. Cybo                   | Chiavica, De Nobili di Vezzano De Sopranis, Ratto, Massa, Scotto |        |
| XVIII. Promontorio           | Campo, Camogli, De Ferrari. |        |
| XIX. De Franchi              | Sacco, Toso, Boccanegra, Luxardo, Pico, della Torre, Viale Bombello, Bona, Cavana, Conestagio, de Franceschi, de Giorgi, Giovo, Giussano, Illuminati, Luciani, Magnerri, Millomini, Monterosso, Molfino, Da Novi, Oneto, Palmaro, Partenopeo, Pelissone, Delle-Piane, Rebrocchi, Reggio, Roisecco, Sestri, Tassistro, e Verrina (cfr voce De Franchi ) |        |
| XX. Pinelli                  | Adorno, Oddini, Celesia, Cebà, Dentuti, Luciani, Embrone, Ponzone. |        |
| XXI. Salvago                 | Arquata, Borcani, Calissano, Carbonara, Cavo, Cibo, Conforto, Dalla Chiesa, Federici, Fò, Frigona (Frugoni), Magnasco, Miconi (Migone), Nepitelli, Pichenotti, Porci, Porrata, Saliceti, Scotto, Sexina (Sesino), Sisto, Stragiaporci, Strigini, Stroppa, Vernazza, Via.                                                                               |        |
| XXII. Cattaneo               | Della Volta, Dondi, Scotto, Foglietta, Lagomarsino, Lasagna, Lazzari, Stella, Zerbino, Bava, Borrelli, Bozzone, Canessa, Carizia, Chiavari, Leccavela, Oliva, Pietra, Riccoboni, Tagliacarne, Vento |        |
| XXIII. Imperiale             | Ardizzone, Baliani, Bollo, Cabella, Dallevigne, Fasce o Fassa, Garbarino, Giovardi, Ilardi, Lengueglia, Mangiavacca, Marinetti, Mercante, Nicòla, Passio, Pignatari, della Porta, Rouereta, Rovereto-Malassena, Sanguineti, Tartaro, Terrile, Varsi, de Vineis, Vinelli.                                                                               |        |
| XXIV. Gentile                | Avvocati, Borgari, De Turca, Falamonica, Oderico, Pallavicino, Pevere, Pignolo, Senarega. |        |
| XXV. Interiano               | Anfusso, Franzone, Mignardi, Lavaggi, Bonici, Carbonara, Parisola. |        |
| XXVI. Sauli                  | Pallavicini, Scassi. |        |
| XXVII.Giustiniani            | Arangi, Arena, De Banca, Benvenuto, Bona, Garibaldi, Di Negro, Longo, Moneglia, da Passano, Vegetti. |        |
| XXVIII. Centurione           | Becchignone, Bestagno, Cantelli,De Canalis, Casaredo Curlo, Fattinanti, Flaco, Garugio, Lerici, Mortara, Novari, Da Novi, Oltremarino, Scotto, Illice, Pietrasanta, Piccaluga, Ramponi, Scarpa, Traverso, Viviani, Zerbis. |        |